# كاثرين ميتشيل
كاثرين ميتشيل (بالإنجليزية: Katherine Mitchell)‏ هي فنانة أمريكية، ولدت في 1944.